# 泉のセイレーン
『泉のセイレーン』（原題：Sirens）は、1993年製作のオーストラリア・イギリス合作映画。

## キャスト
- アンソニー：ヒュー・グラント
- エステラ：タラ・フィッツジェラルド
- ノーマン・リンゼイ：サム・ニール
- エル・マクファーソン
- ポーシャ・デ・ロッシ